# Южен Саскачеван
Саут Саскачеван (Южен Саскачеван) (на английски: South Saskatchewan River) е река в Канада, провинции Албърта и Саскачеван, дясна съставяща на река Саскачеван, от системата на река Нелсън. Дължината ѝ от 1392 km, заедно с лявата съставяща я река Боу, ѝ отрежда 9-о място в Канада. Дължината само на река Саскачеван е 805 km.

## Географска характеристика

### Извор, течение, устие
Река Саут Саскачеван се образува от сливането на реките Боу (лява съставяща) и Олдман (дясна съставяща) на 74 km западно от град Медисън Хат (провинция Албърта), на 707 m н.в.
След образуването си до град Медисън Хат тече на изток, където в нея отдясно се влива река Севън Персонс, а след това завива на североизток.
Шестнадесет километра след като навлезе в провинция Саскачеван, отляво в нея се влива най-големият ѝ приток – река Ред Дир, след което отново продължава на изток. постепенно променя посоката си на югоизток, навлиза в езерото (язовир) Дифънбейкър, завива на изток, североизток и север и напуска язовира, изтичайки през язовирната стена Гардинър.
От там реката продължава в посока север-североизток, преминава през най-големия град на провинция Саскачеван – Саскатун и на 40 km източно от град Принс Албърт се съединява с река Норт Саскачеван, като образува река Саскачеван

### Водосборен басейн, притоци
Площта на водосборния басейн на реката е 146 100 km², от които в Канада са 144 300 km², а в САЩ 1800 km². Площта на водосборния ѝ басейн представлява 43,5% от водосборния басейн на река Саскачеван. Водосборният басейн на Саут Саскачеван обхваща части от две канадски провинции – Албърта и Саскачеван и съвсем малък участък от най-северозападната част на щата Монтана.
Водосборният басейн на Саскачеван граничи с други 4 водосборни басейна:
на север – с водосборния басейн на река Норт Саскачеван, лява съставяща на река Саскачеван;
на запад – с водосборния басейн на река Колумбия, вливаща се в Тихия океан;
на юг – с водосборния басейн на река Мисури, от системата на Мисисипи;
на югоизток – с водосборния басейн на река Асинибойн, от системата на езерото Уинипег;
В основата на язовирната стена Гардинър е построена ВЕЦ, която осигурява евтин ток за голяма част от провинция Саскачеван.

### Хидроложки показатели
Многогодишният среден дебит при устието на Саут Саскачеван е 280 m³/s. Максималният отток на реката е през юни-юли, а минималният – през февруари-март. Дъждовно-снегово подхранване. От края на ноември до средата на април реката замръзва.

## Селища
По-големите селища по течението на реката са:
Провинция Албърта:
- Редклиф (5588 жители)
- Медисън Боу (60 005 жители)

Провинция Саскачеван:
- Бивър Флат
- Елбоу (294 жители)
- Аутлук (2204 жители)
- Саскатун (222 189 жители, най-големия град на провинция Саскачеван)
- Сейнт Луис (474 жители)

## Откриване и изследване на реката
Река Саут Саскачеван е открита през 1754 – 1755 г. от английския търговски агент Антъни Хендей, служител на компанията „Хъдсън Бей“, занимаваща се с търговия на ценни животински кожи.